# 天主教隆德里納總教區
天主教隆德里納總教區（拉丁語：Archidioecesis Londrinensis）是羅馬天主教在巴西的一個教省總教區，下轄三個教區。
1956年2月1日升為教區。1970年10月31日升為總教區。
總教區位於巴拉那州北部，2004年有教友658,800人，佔轄區總人口73.2%。教區下轄六十八個堂區，有137名司鐸。現任教區總主教為奧蘭多·布蘭德斯。